# Pesjtera
Pesjtera (bulgariska: Пещера) är en ort i Bulgarien.   Den ligger i kommunen Obsjtina Pesjtera och regionen Pazardzjik, i den centrala delen av landet, 110 km sydost om huvudstaden Sofia. Pesjtera ligger 440 meter över havet och antalet invånare är 18 676.
Terrängen runt Pesjtera är huvudsakligen kuperad, men åt sydost är den bergig. Runt Pesjtera är det ganska glesbefolkat, med 48 invånare per kvadratkilometer.. Närmaste större samhälle är Pazardzjik, 18,7 km norr om Pesjtera.
I omgivningarna runt Pesjtera växer i huvudsak blandskog.